# Heleșteni (Iași)
Heleşteni é uma comuna romena localizada no distrito de Iaşi, na região de Moldávia. A comuna possui uma área de 25.17 km² e sua população era de 2677 habitantes segundo o censo de 2007.